# Erkan Saglik
Erkan Saglik, född 19 augusti 1985, är en svensk fotbollsspelare som avslutade fotbollskarriären i Västra Frölunda IF efter säsongen 2016. Han spelade främst som mittback. 
Saglik debuterade i allsvenskan med Västra Frölunda IF. Efter en säsong i truppen för IFK Göteborg anslöt han inför säsongen 2006 till Gif Sundsvall. I början av 2010 blev han erbjuden ett 1,5 års kontrakt som back med nykomligen i den turkiska ligan Kocealispor som han tackade ja till. Inför säsongen 2011 skrev Saglik på ett ettårskontrakt med allsvenska nykomlingen Syrianska FC. Saglik skrev på ett kontrakt 2013 för Superettan laget Varberg BoIS FC.
Saglik har spelat 3 U17-landskamper och 3 U19-landskamper för Sverige och 2 U21-landskamper för Turkiet.
Saglik spelade säsongerna 2015 och 2016 i Västra Frölunda IF, där han var både klubbchef och spelare. 
Saglik avslutade fotbollskarriären i Västra Frölunda IF (Moderklubb) efter säsongen 2016.

## Klubbar
- Västra Frölunda IF (Moderklubb) (2000-2004)
- IFK Göteborg (2005)
- GIF Sundsvall (2006-2009)
- Kocealispor (2010)
- Nybergsund IL (2010)
- Syrianska FC (2011)
- Emirates Club (2012)
- Al-Salmiya (2012)
- Varbergs BoIS FC (2013-2014)
- Västra Frölunda IF (2015-2016) (spelande klubbchef)